# Akiko Suzuki
Akiko Suzuki (jap. 鈴木明子 Suzuki Akiko; ur. 28 marca 1985 w Toyohashi) – japońska łyżwiarka figurowa, startująca w konkurencji solistek. Uczestniczka igrzysk olimpijskich w Vancouver (2010) i Soczi (2014), brązowa medalistka mistrzostw świata (2012), dwukrotna wicemistrzyni czterech kontynentów (2010, 2013), medalistka finału Grand Prix oraz mistrzyni Japonii (2014). Zakończyła karierę amatorską w 2014 roku.

## Osiągnięcia
| Zawody                           | 04–05          | 05–06          | 06–07          | 07–08          | 08–09          | 09–10          | 10–11          | 11–12          | 12–13          | 13–14          |                |                |                |                |                |                |                |
| Międzynarodowe                   | Międzynarodowe | Międzynarodowe | Międzynarodowe | Międzynarodowe | Międzynarodowe | Międzynarodowe | Międzynarodowe | Międzynarodowe | Międzynarodowe | Międzynarodowe | Międzynarodowe | Międzynarodowe | Międzynarodowe | Międzynarodowe | Międzynarodowe | Międzynarodowe | Międzynarodowe |
| -------------------------------- | -------------- | -------------- | -------------- | -------------- | -------------- | -------------- | -------------- | -------------- | -------------- | -------------- | -------------- | -------------- | -------------- | -------------- | -------------- | -------------- | -------------- |
| Igrzyska olimpijskie             |                |                |                |                |                | 8              |                |                |                | 8              |                |                |                |                |                |                |                |
| Mistrzostwa świata               |                |                |                |                |                | 11             |                | 3              | 12             | 6              |                |                |                |                |                |                |                |
| Mistrzostwa czterech kontynentów |                |                |                |                | 8              | 2              | 7              |                | 2              |                |                |                |                |                |                |                |                |
| GP Finał Grand Prix              |                |                |                |                |                | 3              | 4              | 2              | 3              |                |                |                |                |                |                |                |                |
| GP Cup of China                  |                |                |                |                |                | 1              | 2              |                |                |                |                |                |                |                |                |                |                |
| GP NHK Trophy                    |                |                |                |                | 2              |                |                | 1              | 2              | 3              |                |                |                |                |                |                |                |
| GP Cup of Russia                 |                |                |                |                |                |                | 2              |                |                |                |                |                |                |                |                |                |                |
| GP Skate Canada International    |                |                |                |                |                | 5              |                | 2              | 2              | 2              |                |                |                |                |                |                |                |
| Finlandia Trophy                 |                |                |                |                | 1              |                | 1              |                |                | 2              |                |                |                |                |                |                |                |
| Golden Spin Zagrzeb              |                | 7              |                | 1              |                |                |                |                |                |                |                |                |                |                |                |                |                |
| International Challenge Cup      |                |                |                | 1              |                |                |                |                |                |                |                |                |                |                |                |                |                |
| Nebelhorn Trophy                 |                |                |                |                | 3              |                |                |                |                |                |                |                |                |                |                |                |                |
| Triglav Trophy                   |                |                |                |                |                |                | 1              |                |                |                |                |                |                |                |                |                |                |
| Zimowa Uniwersjada               | 8              |                | 1              |                |                |                |                |                |                |                |                |                |                |                |                |                |                |
| Zimowe Igrzyska Nowej Zelandii   |                |                |                |                |                | 1              |                |                |                |                |                |                |                |                |                |                |                |
| Krajowe                          |                |                |                |                |                |                |                |                |                |                |                |                |                |                |                |                |                |
| Mistrzostwa Japonii              | 12             | 12             | 10             | 5              | 4              | 2              | 4              | 2              | 4              | 1              |                |                |                |                |                |                |                |
| Mistrzostwa Japonii juniorów     | 3              | 5              |                |                |                |                |                |                |                |                |                |                |                |                |                |                |                |
| Zawody drużynowe                 |                |                |                |                |                |                |                |                |                |                |                |                |                |                |                |                |                |
| Igrzyska olimpijskie             |                |                |                |                |                |                |                |                |                | 5              |                |                |                |                |                |                |                |
| World Team Trophy                |                |                |                |                |                |                |                | 1 T 1 P        | 3 T 1 P        |                |                |                |                |                |                |                |                |
| Japan Trophy                     |                |                |                |                |                |                |                | 3 T 3 P        | 1 T 3 P        |                |                |                |                |                |                |                |                |